# 이즈메촌 (아키타현)
이즈메촌(飯詰村)은 아키타현 센보쿠군 남단에 위치했던 촌이다.

## 지리
요코테 분지의 거의 중앙에 위치하며, 마루코가와와 이데가와 강의 복합 지형에 위치한다. 가나자와초와 경계를 이루는 남쪽과 동쪽에 이이즈케산, 쿠라카케산, 야마모토산, 사이호지산 등의 잔여 언덕이 있지만, 평탄한 평지는 비옥하고 현내에서도 손꼽히는 곡창지대의 한 축을 차지한다. 텐진도, 이이즈메 등에서 샘물이 나온다.
서쪽에는 오우 본선이 지나고, 북쪽 끝에는 이이즈메역, 남쪽 끝에는 고산넨역이 있다. 남부의 야마모토 지구에는 다이쇼 시대에 촌장 에바타 신노스케가 설계한 야마모토 공원이 개설되었고, 니시호지산 경사면은 고미산넨 스키장, 과수원으로 이용되고 있다.

## 역사

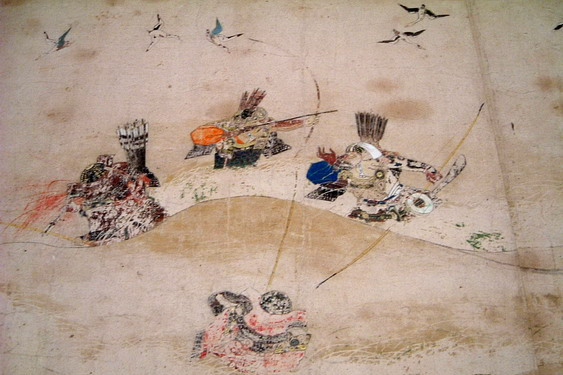
『후삼년전사(後三年合戦絵師)』에서 기러기 행렬의 난장판

후삼국 시대의 옛 전장터로 알려져 있으며, '이이즈메'라는 이름도 이 전투에서 공성 측의 겐이치(源義家, 1041년-1108년)가 병력을 비축한 데서 유래했다는 설이 있다. 다만, 부채꼴 지형 부채꼴 끝부분의 용수대에 해당하기 때문에 '이즈미(泉)'의 전어라고 보는 견해도 있다.
고대 유적으로는 현 지정 사적 이이즈메 수혈군이 야마모토 지역에 있지만, 자세한 성격은 불분명한 점이 많다. 가미후카이 지구에는 고대 수혈 건물터, 묵서 토기, 인형이 출토된 야쿠텐 유적이 있다. 중세 유적으로는 고잔오카(小残丘)를 이용한 이이즈메 성이 있으며, 무로마치 시대에는 소호족 구메씨(久米氏)의 거관이 있었다. 텐진도의 스가와라 신사, 사노의 히요시 신사 등에 남북조 시대의 판비가 있다.
사료에는 『아키타번 가보문서』의 쇼헤이 5년조에 아키타성 스케겐 타이조(秋田城介源泰長)가 '쇼헤이 5년(1350년) 8월, 데바국 히라가군(出羽国平鹿郡) 메이나가 구마노 신사(아키타현 요코테시)에 히라가군 요시다(平鹿郡吉田)・야하타(八幡), 센보쿠군(仙北郡) 이이즈미(飯詰)의 3곳을 기부하고 오카츠군・히라가군・센보쿠군(雄勝郡)을 오오오왕사자무(午王獅子舞)의 약령(掠領)으로 삼았다'고 기록이 있다.
근세에는 쿠보타 번영이 되었다. 번영기에 충적지 개발이 활발해져 이이즈메 둑, 오누마(가나자와에서는 '니시누마'라고 부른다)가 관개용으로 만들어졌고, 이데가와와 그 지류인 주카와가 관개용수로 활용되었다.
- 1889년 4월 1일 - 정촌제 시행에 의해 이즈메촌이 성립하였다.
- 1905년 6월 15일 - 국철 오우선 이즈메역이 개업하였다.
- 1956년 9월 30일 - 가네자와니시네촌과 합병해 센난촌이 성립하였다.